# Авауцька різанина
Різанина в Авауку або Вундед-Ні Аляски — бійня членів племені алутіік (інша назва сугпіак) у квітні 1784 року на Скелі Притулку біля острова Кадьяк, яку влаштували 130 озброєних російських поселенців і канонірів із компанії «Шеліхов-Голіков» на чолі з торговцем хутром Григорієм Шелеховим.

## Історія

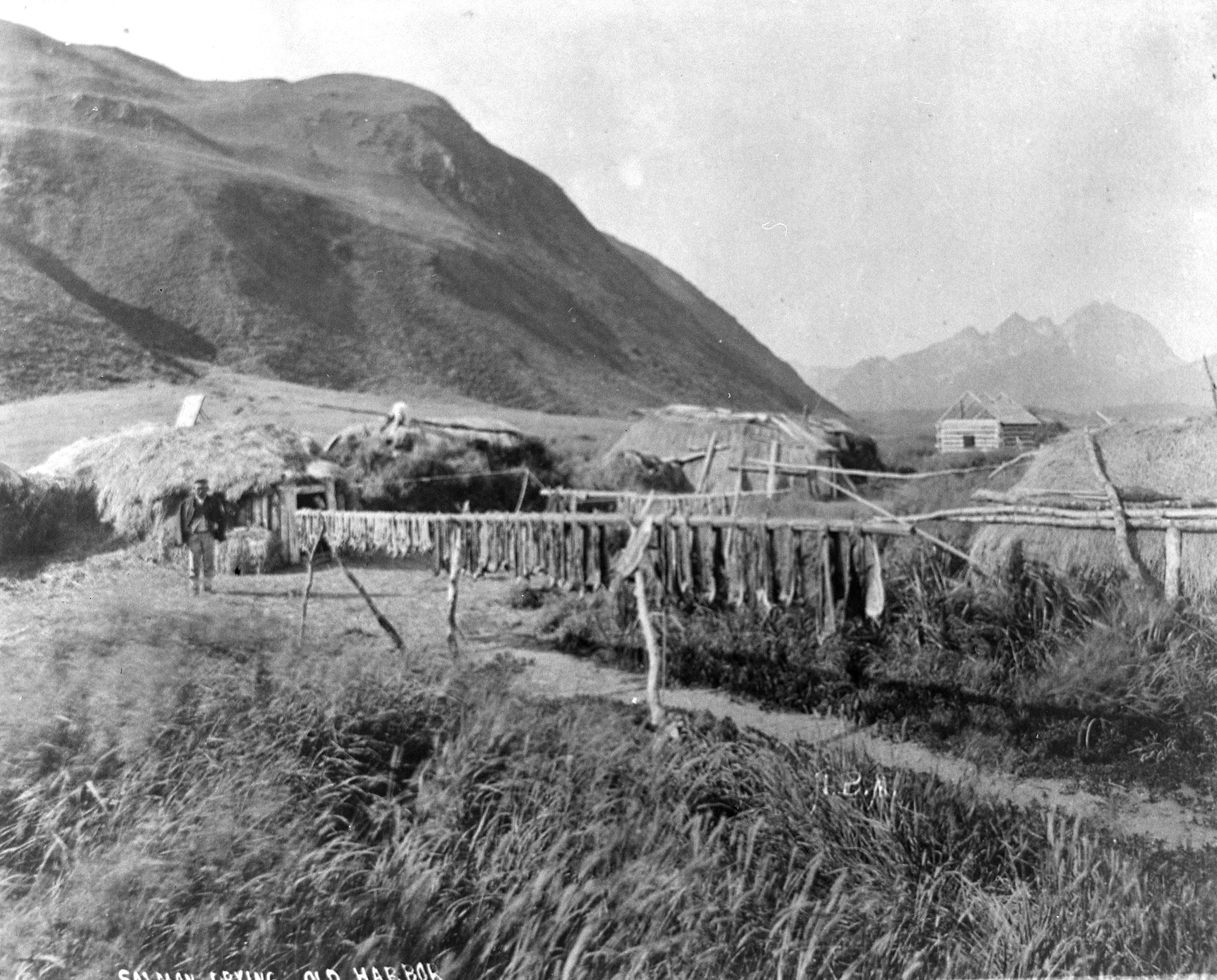
Село алуттіків в Олд-Харборі, штат Аляска, в 1889 році, з лососем, вивішеним для сушіння

З 1775 р. Шелехов торгував з корінними жителями Аляски на Курильських та Алеутських островах сучасної Аляски. У квітні 1784 року він повернувся і заснував поселення на острові Кадьяк та узбережжі материка. Місцеві спочатку чинили опір, а потім втекли до відокремленого кекур острова Скеля Притулку (Аваук мовою Алутіік, приблизно означає «де хто оніміє»), напроти Старої гавані в архіпелазі Кадьяк.
Російські «промишленники» напали на людей на острові, стріляючи з вогнепальної зброї і гармат, убивши, за оцінками, 200—500 чоловіків, жінок та дітей. Деякі джерела стверджують, що кількість вбитих складала близько 2000 або 3000 осіб. Після нападу на Авауці Шеліхов стверджував, що захопив понад 1000 людей, затримавши близько 400 як заручників, включаючи дітей. Росіяни не зазнали жертв.
Ця різанина була поодиноким випадком, але насильство та захоплення заручників призвели до того, що російські торговці повністю підкорили алутіік. Каспек (Qaspeq), був алютіімом, якого в дитинстві взяли в заручники з Кадьяка; його виховували в рабстві росіяни. Вивчивши російську мову, він став для них перекладачем з Алутіік. Каспек видав острів-притулок, що знаходиться неподалік від острова Уналашка.
Більше ніж через п'ять десятиліть після різанини Арсенті Амінак, старий член племені, який пережив різанину, повідомив про ці події Генріку Йохану Холмбергу (1818—1864), фінському натуралісту та етнографу. Холмберг збирав дані для російського губернатора Аляски.

## Наслідки
1784—1818 роки називали найтемнішим періодом історії сугпіаків, оскільки росіяни погано ставилися до людей. Вони також страждали від інфекційних захворювань, мимоволі занесених росіянами.
В даний час налічується близько 3 000 алутііків, з них володіє рідною мовою не більше 400.